# Episoriculus
Genre
Synonymes
Soriculus
Episoriculus est un genre de mammifères de la famille des Soricidae.
Selon Mammal Species of the World (MSW) ce genre est un synonyme de Soriculus, alors que ITIS le sépare de Soriculus.

## Liste des espèces
- Episoriculus caudatus (Horsfield, 1851)
- Episoriculus fumidus (Thomas, 1913)
- Episoriculus leucops (Horsfield, 1855)
- Episoriculus macrurus (Blanford, 1888)